# جاستن تومسون
جاستن تومسون (بالإنجليزية: Justin Thompson)‏ هو لاعب كرة قاعدة أمريكي، ولد في 8 مارس 1973 في سان أنطونيو في الولايات المتحدة.